# Beaudry Leman
Beaudry Leman, né le 2 janvier 1878 à Montréal, mort le 9 avril 1951, est un ingénieur civil, homme politique et banquier québécois. Il a été maire de Shawinigan Falls de 1902 à 1908, et gérant général de la Banque d'Hochelaga de 1914 à 1924, gérant général de la Banque canadienne nationale de 1924 à 1933, président de la Banque canadienne nationale de 1934 à 1947.

## Biographie

### Ingénieur
Jean-Baptiste-Beaudry Leman est le fils de Joseph Leman (1842-1885), médecin, et de Polyxène Beaudry (1842-1917). De 1895 à 1899, il étudie à l'université catholique de Lille, où il obtient le titre d'ingénieur civil. De retour à Montréal en  1899, il étudie un an à l'université McGill et y obtient un diplôme d'ingénieur. En 1900, il devient ingénieur pour la Shawinigan Water & Power Company. En 1900, il s'installe à Shawinigan Falls. Il y participe à l'installation de la centrale hydroélectrique et du réseau de distribution électrique de la SW&P.
En 1902, Leman est élu maire de la ville de Shawinigan Falls, lors d'une élection qu'il remporte par une seule voix d'avance sur J.A. Frigon. Il est réélu comme maire en 1904 et en 1906. Il a choisi la devise adoptée par la ville de Shawinigan, Age quod agis (Fais bien ce que tu fais).
En 1906, il quitte l'emploi de la Shawinigan Water & Power Company et participe à la construction du chemin de fer de la vallée du Saint-Maurice. En 1907, il quitte Shawinigan Falls. Il démissionne comme maire, mais cette démission ne prend effet qu'en 1908.
En 1907, il s'installe à Montréal, où il s'occupe notamment de travaux de construction relatifs à la canalisation et à l'hydroélectricité.

### Banquier
Le 12 mai 1908, Beaudry Leman épouse Caroline Béique, qui est la fille de Frédéric-Liguori Béique, l'un des fondateurs de la Banque d'Hochelaga.
En 1912, Leman entreprend une carrière à la Banque d'Hochelaga, d'abord comme surintendant des succursales. En 1914, il est nommé gérant général de la Banque. En 1924, lorsque la Banque d'Hochelaga et la Banque nationale fusionnent pour former la Banque canadienne nationale, il devient gérant général de la banque fusionnée et conserve ce poste jusqu'en 1933. En 1928, il entre au conseil d'administration de la Banque. En 1933, il devient vice-président de la Banque canadienne nationale et en 1934 il en devient le président, poste qu'il conservera jusqu'en 1947,. En 1947, il devient président du conseil d'administration de la Banque.
Leman a été membre de plusieurs commissions créées par le gouvernement fédéral canadien. De 1924 à 1928, il a été membre de la commission consultative nationale sur la canalisation du Saint-Laurent. Il était l'un des deux membres de cette commission qui ont soumis un avis minoritaire. La majorité conseillait au gouvernement de laisser la canalisation et l'exploitation de l'hydroélectricité à l'entreprise privée. Leman exprimait plutôt l'avis que « la propriété permanente de ce grand patrimoine ne devrait pas être remise à des organisations privées ». En 1931 et 1932, il a été membre de la Commission royale d'enquête sur les chemins de fer et les transports au Canada. En 1933, il a été membre de la Commission royale sur la banque et la monnaie au Canada, créée par le gouvernement Bennett. Trois des cinq membres de cette commission recommandèrent la création de la Banque du Canada, mais Leman fut l'un des deux membres opposés à cette création.
Il a siégé au conseil d'administration de plusieurs compagnies, dont : Shawinigan Water & Power ; Quebec Power ; Canada Steamship Lines ; Fairchild Aircraft ; Ogilvie Flour Mills ; Delaware & Hudson Railway Corp. ; Montreal Tramways ; Provincial transport Co. ; Canadian Airways Ltd ; Consolidated Bakeries ; le Crédit foncier franco-canadien. Il a été vice-président d'Allied War Supplies Ltd.

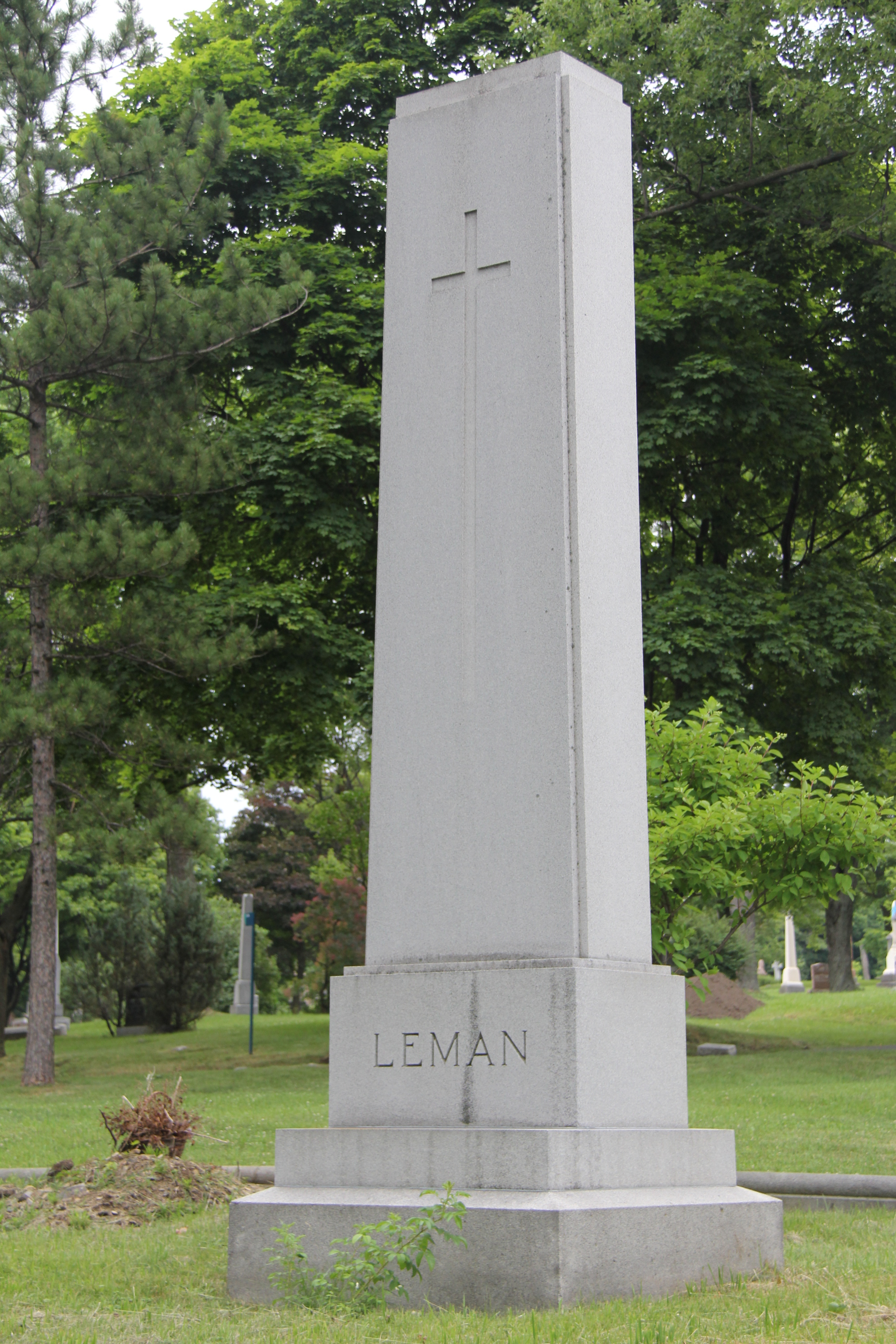
La pierre tombale de Beaudry Leman, à Montréal.

Il meurt le 9 avril 1951. Il est inhumé le 13 avril. Sa sépulture est située dans le cimetière Notre-Dame-des-Neiges, à Montréal. L'avenue Beaudry-Leman, à Shawinigan, est nommée en sa mémoire.
La maison Jean-Baptiste-Beaudry-Leman, construite en 1936, est située dans le quartier Outremont, à Montréal. Il s'agit de l'une des premières maisons de style international construites à Montréal.
Le fonds d'archives "Beaudry Leman" est conservé au centre d'archives de Montréal de Bibliothèque et Archives nationales du Québec.

## Publications
Certaines interventions et conférences de Beaudry Leman ont été publiées sous forme de brochures ou de recueils.
- Les institutions de crédit, Bibliothèque de l'Action française, 1920, 15 p.
- Trois chapitres d'histoire monétaire canadienne, 1940, 6 p.
- [Commentaires sur le] Rapport Rowell-Sirois, 1941, 17 p.
- Commentaires sur l'économie de guerre, 1942, 15 p.
- Comments arising from the revision of the Bank Act, 1944, 19 p.
- Hier et demain, Recueil de causeries, Banque canadienne nationale, 1952, 242 p.